# Banco Hipotecario (Tipo de Banco)
Un Banco Hipotecario es un tipo de entidad financiera que realiza contratos de créditos hipotecarios y préstamos con garantía hipotecaria con quienes desean comprar una vivienda o bien inmueble.

## Historia de los bancos hipotecarios públicos
Estos bancos surgen ante la necesidad de proporcionar financiación y liquidez a personas e instituciones a cambio del respaldo de una garantía real, generalmente el propio bien inmobiliario (vivienda, local, garaje, nave, etcétera) que se constituye en hipoteca particular, la hipoteca inmobiliria.
Al igual que existen bancos comerciales, de inversión y privados, los bancos hipotecarios están orientados a promover la compra y por tanto la construcción de bienes inmuebles y no al consumo general ni a otros productos financieros.
Entre sus principales objetivos está la prestación de créditos hipotecarios que tengan como garantía una hipoteca, es decir, que presten respaldo con un activo de tipo inmobiliario (tierras, casa, industria…) así como la construcción de viviendas y otros bienes inmuebles así como la potenciación del ahorro para la adquisición de vivienda digna y asequible.

## Captación de fondos por los bancos hipotecarios
La forma de conseguir fondos económicos para realizar los préstamos operar de estas instituciones financieras para ofrecer el préstamo es triple:
1) Titulización: a través de la emisión de cédulas hipotecarias y bonos de las hipotecas concedidas.
2) Depósito bancario: se presta con el depósito del banco que puede disponer por el ahorro de otros clientes así como las devoluciones de préstamos.
3) Préstamos interbancarios, capital procedente del mercado hipotecario dando como garantía a éstos el bien hipotecado por el prestatario o el valor nominal de éste. De esta forma, se puede decir que el banco hipotecario es un intermediario financiero puro entre los excedentes de ahorro y los necesitados de financiación, poniendo como garantía un activo inmobiliario.

## Objetivos y funciones del banco hipotecario

### Objetivos
Los objetivos principales de los bancos hipotecarios son:
- Su principal objetivo es la concesión de créditos para adquirir, construir, ampliar, reformar y mejorar activos inmuebles de todo tipo.
- Otorgan garantías que tienen vinculación con operaciones en las que intervienen.
- Promover la construcción y venta de viviendas y otros bienes inmuebles para lo que facilitan créditos inmobiliarios.

### Funciones de los bancos hipotecarios
Las funciones de los bancos hipotecarios son:
- Reciben depósitos de participaciones de préstamos hipotecarios y en cuentas especiales.
- Pueden obtener créditos del exterior (préstamos interbancarios).
- Por la razón anterior, pueden actuar como intermediarios financieros de créditos obtenidos en moneda extranjera y nacional.
- Pueden emitir obligaciones o cédulas hipotecarias.
- Están capacitados para realizar inversiones temporales en colocaciones de fácil liquidación.

En la práctica ya no existen bancos únicamente de tipo hipotecario, sino que éstos han ido diversificando sus actividades hacia bancos comerciales o han sido fusionados o absorbidos por estos últimos, constituyendo la parte o división hipotecaria de un grupo bancario

## Bancos hipotecarios por países
- Banco Hipotecario, banco argentino sucesor de la antigua institución estatal llamada Banco Hipotecario Nacional.
- Banco Hipotecario de Chile
- Banco Hipotecario de El Salvador
- Banco Hipotecario de España, el histórico banco estatal español fundado en 1876.
- Banco Hipotecario de España S. A., banco privado español (Sociedad Anónima) conocido como BHE y desaparecido en 1998.
- Banco Hipotecario de la Vivienda, banco de Costa Rica.
- Argentaria, la Corporación Bancaria de España que fusionó en 1991 al Banco Hipotecario de España con otras entidades financieras estatales.
- Banco Hipotecario del Uruguay, banco estatal del Uruguay especializado en créditos hipotecarios.
- Caja de Crédito Hipotecario,